# Bombacoideae
Sous-famille
Tribus de rang inférieur
- Adansonieae
- Bernoullieae
- Bombaceae
- Bombacoideae non classés

Synonymes
- Bombacaceae Kunth, 1822, nom. cons[1].
- Bombacineae J.Presl, 1846[2].
- Ochromeae Horan., 1847[3].

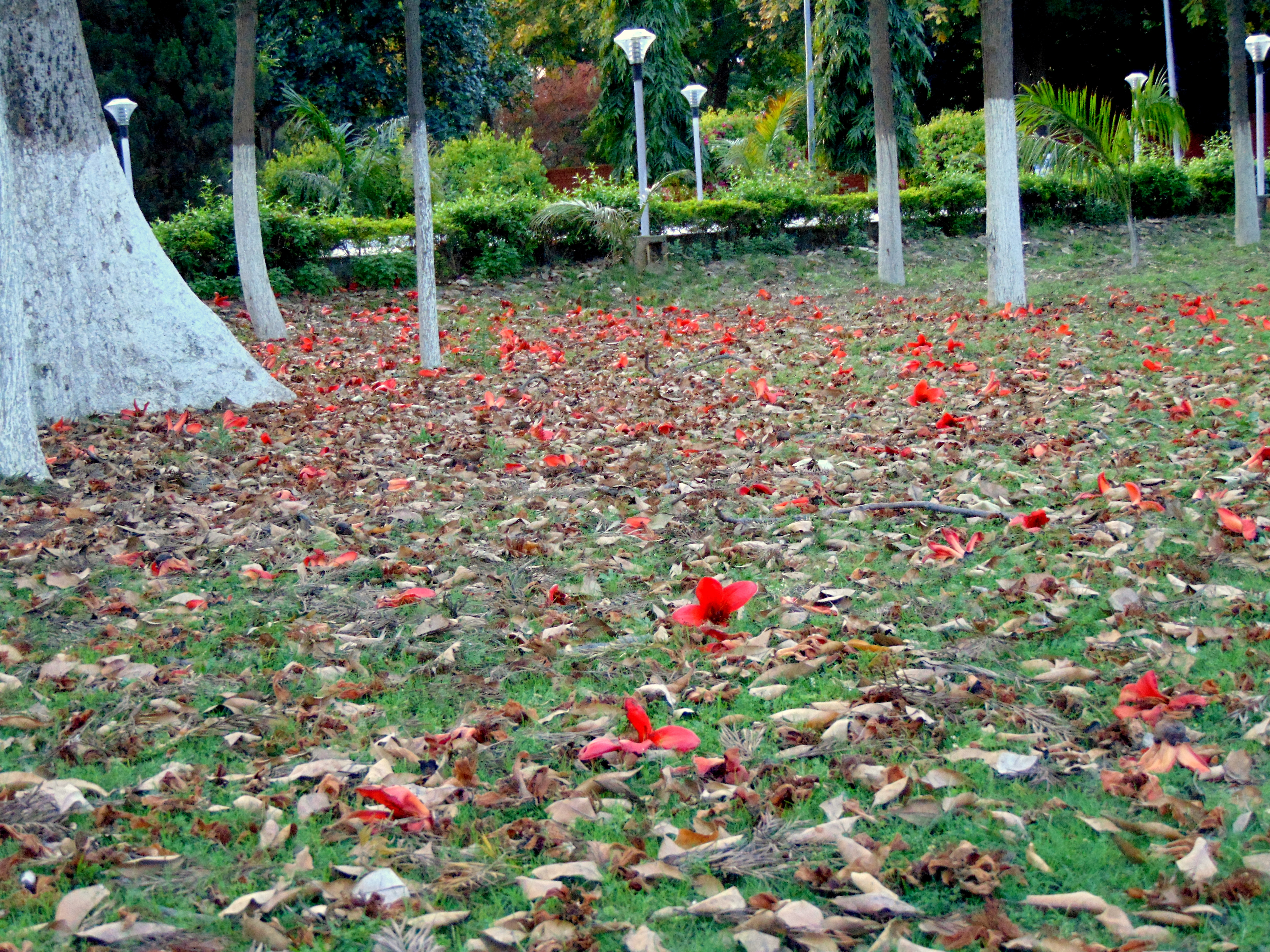
Lit de fleurs sous un Bombax ceiba, en Inde.

Les Bombacoideae sont une sous-famille de plantes à fleurs de la famille des Malvaceae. Ce sont des arbres tropicaux. Le genre type est Bombax.

## Liste des genres
Selon Catalogue of Life (5 mars 2025) :
- Adansonia L.
- Aguiaria Ducke
- Bernoullia Oliv.
- Bombax L.
- Camptostemon Mast.
- Catostemma Benth.
- Cavanillesia Ruiz & Pav.
- Ceiba Mill.
- Chiranthodendron Sessé ex Larreat.
- Eriotheca Schott & Endl.
- Fremontodendron Coult.
- Gyranthera Pittier
- Hampea Schltdl.
- Howittia F. Muell.
- Huberodendron Ducke
- Marcanodendron Doweld
- Neobuchia Urb.
- Ochroma Sw.
- Ochromeae Horan.
- Pachira Aubl.
- Patinoa Cuatrec.
- Pentaplaris L. O. Williams & Standl.
- Phragmotheca Cuatrec.
- Pochota Ram. Goyena
- Pseudobombax Dugand
- Rhodognaphalon (Ulbr.) Roberty
- Scleronema Benth.
- Septotheca Ulbr.
- Spirotheca Ulbr.

## Publication originale
- Burnett G.T., 1835. Outlines of Botany 816, 818, 1094, 1119.